# Kuźnica Ligocka
Kuźnica Ligocka est une localité polonaise de la voïvodie d'Opole et du powiat de Nysa.